# Scholarpedia
 (décembre 2023).
Scholarpedia est une encyclopédie sur Internet écrite en anglais dans laquelle les articles sont écrits par des experts élus par le public ou invités par les éditeurs de Scholarpedia. Chaque article est lu par un comité de lecture anonyme qui évalue sa qualité et propose des modifications. Le contenu est sous licence CC BY-NC-SA 3.0.
Le projet a été créé en février 2006 par Eugene M. Izhikevich, alors qu'il était chercheur à l'Institut des Neurosciences de San Diego en Californie. Izhikevich est également le rédacteur en chef de l'encyclopédie.

## Contenu
Le contenu de Scholarpedia est groupé en « encyclopédies » séparées. Actuellement, sept d'entre elles sont décrites comme « zones focales » : astrophysique, mécanique céleste, neurosciences computationnelles, intelligence informatique, systèmes dynamiques, physique et tactile - mais 12 autres domaines comprennent des domaines aussi variés que la « Play Science »(en) et des modèles de troubles cérébraux,.
En février 2015, Scholarpedia avait 2 342 pages de contenu.

## Créateur d'article
Pour s'assurer que les articles soient écrits par des experts, les auteurs des différents articles de Scholarpedia sont soit invités par le rédacteur en chef, soit par d'autres conservateurs, soit sélectionnés par élection publique. Par exemple, Jimmy Wales et Larry Sanger ont été nommés pour l'article sur Wikipédia. En mai 2009, la liste des auteurs comprenait quatre médaillés Fields et seize lauréats du prix Nobel. Les utilisateurs inscrits doivent indiquer leur identité ainsi qu'une affiliation reconnue à un établissement d'enseignement. Seuls les utilisateurs enregistrés peuvent modifier un article, et ces modifications sont soumises à l'approbation du conservateur de l'article, qui est généralement l'auteur.
Les utilisateurs ont une compétence de « attribut d'index » (« curator index ») qui est incrémenté ou décrémenté par diverses activités et qui affecte les possibilités d'action de l'utilisateur sur le site Web.
Depuis le 20 octobre 2011, tout le monde peut proposer un article pour Scholarpedia, mais les articles doivent être parrainés par des éditeurs ou des conservateurs avant que l'article puisse être publié.

## Droits d'auteurs
Les articles sont disponibles en ligne gratuitement pour une utilisation non commerciale, mais ils ne peuvent pas être copiés. Les auteurs sont crédités sur la page de l'article.
Depuis janvier 2008, Scholarpedia a modifié sa politique de licence et accepte désormais les articles sous licence de documentation libre GNU et Creative Commons 3.0 - Paternité - Pas d'Utilisation Commerciale - Partage dans les Mêmes Conditions (CC-BY-NC-SA), en plus du système antérieur dans lequel l'auteur donnait directement une licence de non-exclusivité à Scholarpedia,.

## Logiciel
Scholarpedia utilise le même moteur wiki que Wikipédia, MediaWiki, avec des modifications pour permettre le vote sur les révisions. Le développement du logiciel a été fait en interne.